# Берлин (Львовская область)
Бе́рлин (укр. Берлин, с 1947 по 1992 г. — Хмелевое) — село в Бродовской городской общине Золочевского района Львовской области Украины.
Расположено на северо-западе от города Броды. Рядом протекает речка Бовдурка, впадающая в реку Стыр.

## История
Первые письменные упоминание о селе Бе́рлин относятся к 1477 году.
Этимология названия «Берлин» трактуется неоднозначно. Наиболее распространённым мнением является то, что в старину «берлинами» называли кареты, которые здесь изготавливали и ремонтировали. Именно в этом селе проживали когда-то мастера-стельмахи (с укр. столяры) (до сих пор здесь сохранилась семейная фамилия Стельмахи).
По другой версии происхождения названия села, которое в 1993 году на научно-практической конференции «Историческими путями Бродовщины» высказал краевед Кучер Г. Я., связано с географическим расположением села: «Населённый пункт расположен среди сосновых лесов и в некогда болотистой местности. Поэтому, чтобы перейти через болото в лес по ягоды или грибы, местное население прокладывало тропы длинными шестами „берлами“ (берло — палка, жезл). Отсюда и пошло название села».
Более вероятным является объяснение Berlin от славянского слова Bedlin — сторожевой пост.
Рядом проходила граница между Австро-Венгрией и Российской империей.
В этих местах ещё в XVIII веке обосновалась немецкая колония.
После образования Австро-Венгрии с 1867 года являлось селом в её составе, а с 1919 по 1939 гг. входило в Бродовский повят Тернопольского воеводства Польши.
В 1946 г. Указом ПВС УССР село Берлин переименовано в Хмелевое.
Жительница села Дутка Софья Васильевна в 1974—1984 годах была депутатом Верховного Совета СССР 9-10 созыва от Львовской области.
В 1992 г. селу вернули историческое название.